# Maison de Victor Hugo
La casa de Victor Hugo (en francés: Maison de Victor Hugo) es un museo monográfico de París, ubicado en el número 6 de la Plaza de los Vosgos, en el IV distrito, que conserva el antiguo Hotel de Rohan-Guémené donde Victor Hugo alquiló el apartamento del segundo piso durante dieciséis años, desde 1832 hasta 1848.
Se trata de uno de los 14 museos de la ciudad de París gestionados desde el 1 de enero de 2013 por la institución pública administrativa Paris Musées.

## Historia
En 1832 Victor Hugo y su familia se mudan de la calle Jean-Goujon para instalarse en un apartamento de 280 m2 ubicado en el segundo piso del Hôtel de Rohan-Guémené, o Hôtel de Lavardin, que alquiló a su propietaria la señora Péan de Saint-Gilles, a través del yerno de esta última, el notario Bellanger. Allí vivieron dieciséis años en un ambiente social, político y familiar. Durando su estancia en este lugar, Victor Hugo recibió a sus amigos Lamartine, Alfred de Vigny, Alejandro Dumas, Honoré de Balzac, Prosper Mérimée y Sainte-Beuve, y fue testigo del matrimonio de su hija Léopoldine, y luego del drama de Villequier en 1843.
En el estudio, escribió varias de sus principales obras: Lucrèce Borgia, Les Burgraves, Ruy Blas, Marie Tudor, Les Chants du crépuscule, Les Voix Intérieures, Les Rayons et les Ombres, una gran parte de Los miserables, el comienzo de La Légende des siècles y de Contemplations. Durando su estancia, fue elegido miembro de la Academia Francesa, nombrado Par por la Cámara de los Pares de Francia, y luego diputado de París.
Después de 1848 el apartamento sufrió diversas transformaciones que ya no permitieron reconstruir con precisión su entorno original, como la desaparición de los pasillos y del balcón que daba sobre la plaza, aunque se haya conservado su superficie original. Por otra parte, la subasta y la dispersión de los bienes de la familia Hugo en 1852 no permiten una reconstrucción fiel del mobiliario. La Institución Jauffret, albergada en el hotel desde 1860, permaneció allí solo algunos años. Como consecuencia de la cesión a la Ciudad de París de la parte central del hotel por los herederos de Antoine François Passy en 1873, el museo y sus colecciones fueron constituidas debido a la iniciativa y en torno a la donación realizada por Paul Meurice, amigo y albacea testamentario del poeta, a la Ciudad de París en 1902, año del centenario del nacimiento de Victor Hugo. La colección incluía dibujos del escritor, fotografías, manuscritos, ediciones, muebles y numerosos recuerdos. La inauguración tuvo lugar el 30 de junio de 1903.
El museo estuvo cerrado del 15 de abril de 2019 al 5 de noviembre de 2020 para trabajos de remodelación del circuito de visita y la creación de un taller didáctico y de un salón de té con vistas al patio interior vegetalizado.

## Colección
La visita del museo permite descubrir el apartamento ocupado por la familia Hugo en el segundo piso, y varias salas de exposición en el primer piso.
El piso se presenta bajo forma de siete habitaciones seguidas, que evocan cronológicamente la vida del escritor: antes el exilio, durante el exilio, desde el exilio. La antesala presenta su juventud, las primeros años de su matrimonio con Adèle Foucher; la sala roja evoca su estancia en la Place Royale (antigua Plaza de los Vosgos) con la ayuda de cuadros y documentos diversos, y un busto de Victor Hugo por David d'Angers. Esta sala ha visto pasar a muchos de los artistas románticos como Théophile Gaultier, o Sainte-Beuve. 
El salón chino y las dos habitaciones que le siguen evocan el exilio desde 1852 hasta 1870. Una sala presenta la estancia a Hauteville House, enGuernsey, así como de numerosas fotografías del escritor y de su familia tomada por Charles Hugo y Auguste Vacquerie durante su exilio en Jersey, de 1852 a 1855. Este salón chino está constituido de muebles que se encontraron originalmente en la casa de Juliette Drouet en Guernsey (Hauteville Fairy). Esta decoración es particularmente trabajada por Hugo, se pueden remarcar numerosos detalles, en particular las iniciales de Hugo (V. H.) y de su amante (J. D.), en los tapices. 
Lo penúltima sala, nombrada Gabinete de Trabajo, evoca el regreso de la familia a la capital en 1870, y los últimos años del escritor en su apartamento de la avenida de Eylau, que ocupó a partir de 1878, con su mobiliario original. Se puede contemplar su muy célebre retrato de Léon Bonnat. La última sala reconstruye la sala mortuoria en 1885, en avenida de Eylau.
El apartamento del primero piso presenta regularmente exposiciones temporales, y, de forma rotativa, los seiscientos dibujos que posee el museo, sobre los tres mil que ejecutó el escritor. Éstos evocan elementos arquitectónicos y marítimos. La colección de grabados y la biblioteca, que posee once miles volúmenes sobre la vida y la obra de Victor Hugo, están abiertas a los investigadores con cita previa.
El museo está abierto de 10 a 18, salvo los lunes y días festivos. Como en la mayoría de los museos de la Ciudad de París, la entrada a las colecciones permanentes es gratuita.